# Claude Latrou
Claude Latron, né le 7 avril 1934 à Montmain (Seine-Inférieure) et mort le 20 juin 1982 en Espagne, est un footballeur français. Il évolue au poste d'attaquant. 

## Biographie
Attiré très jeune par le sport, plus particulièrement le football, son père André l'inscrit comme minime au Football Club de Rouen. Doué, vif, intelligent, il gravit les différents échelons de footballeur avant d'être titularisé en équipe première, au poste d'avant-centre en 1955. Lors de la saison 1959-1960, grâce aux 13 buts qu'il marque, son club monte en première division. 
Il quitte le FC Rouen après 18 années de bons et loyaux services et poursuit sa carrière au FC Sochaux puis comme entraîneur à l'US Baume-les-Dames, au CS Cuiseaux-Louhans et au VS Chartres, avant d'être nommé conseiller technique départemental de la Nièvre. Il meurt subitement en 1982, à l'âge de 48 ans.

## Statistiques
| Saison                | Club                  | Championnat           | Championnat | Championnat | Coupe(s) nationale(s) | Coupe(s) nationale(s) | Total | Total |
| Saison                | Club                  | Division              | M.          | B.          | M.                    | B.                    | M.    | B.    |
| 1955-1956             | FC Rouen              | 2                     | 8           | 1           | 1                     | 0                     | 9     | 1     |
| 1956-1957             | FC Rouen              | 2                     | 10          | 3           | -                     | -                     | 10    | 3     |
| 1957-1958             | FC Rouen              | 2                     | 17          | 5           | 2                     | 2                     | 19    | 7     |
| 1958-1959             | FC Rouen              | 2                     | 18          | 10          | -                     | -                     | 18    | 10    |
| 1959-1960             | FC Rouen              | 2                     | 32          | 14          | 2                     | 0                     | 34    | 14    |
| 1960-1961             | FC Rouen              | 1                     | 32          | 6           | 1                     | 0                     | 33    | 6     |
| 1961-1962             | FC Rouen              | 1                     | 28          | 0           | 5                     | 0                     | 33    | 0     |
| Sous-total            | Sous-total            | Sous-total            | 145         | 39          | 11                    | 2                     | 156   | 41    |
| 1962-1963             | FC Sochaux            | 2                     | 31          | 4           | 6                     | 2                     | 37    | 6     |
| 1963-1964             | FC Sochaux            | 2                     | 29          | 2           | 5                     | 1                     | 34    | 3     |
| 1964-1965             | FC Sochaux            | 1                     | 32          | 8           | 3                     | 0                     | 35    | 8     |
| 1965-1966             | FC Sochaux            | 1                     | 6           | 0           | 2                     | 0                     | 8     | 0     |
| 1966-1967             | FC Sochaux            | 1                     | 23          | 1           | 3                     | 0                     | 26    | 1     |
| 1967-1968             | FC Sochaux            | 1                     | 2           | 0           | -                     | -                     | 2     | 0     |
| Sous-total            | Sous-total            | Sous-total            | 123         | 15          | 19                    | 3                     | 142   | 18    |
| Total sur la carrière | Total sur la carrière | Total sur la carrière | 268         | 54          | 30                    | 5                     | 298   | 59    |

## Palmarès
- Coupe Charles Drago
  - Vainqueur en 1963 et 1964 avec le FC Sochaux